# Шеремета Тимофій Олександрович
Тимофій Олександрович Шеремета (нар. 6 жовтня 1995; Хмельницький, Україна) — український футболіст, воротар донецького «Олімпіка».

## Ігрова кар'єра
Футболом починав займатися в місті Хмельницький під керівництвом тренера О. І. Порицького. У 2011 році продовжив навчання в Запоріжжі з наставником О. П. Рудикою. Влітку 2012 року поповнив ряди клубної команди місцевого «Металург» U-19 і вже 25 серпня того ж року в домашньому матчі проти донецького «Металурга» дебютував у молодіжній команді запорожців. Через рік портал iSport.ua включив Шеремету в число найперспективніших голкіперів країни віком до 19 років (не старше 1994 року народження) і зазначав серйозну конкуренцію на цій позиції з боку одноклубника Максима Бабійчука.
30 травня 2015, в останньому турі чемпіонату України 2014/15 воротар дебютував у Прем'єр-лізі в матчі проти київського «Динамо». Всього ж в цьому матчі у вищому дивізіоні вперше зіграли четверо «металургів». Компанію Шереметі склали також півзахисники Єгор Клименчук, Данило Ігнатенко та Роман Попов. У грудні 2015 року покинув «Металург».
28 серпня 2016 року зіграв 1 матч за аматорський клуб «Луцьк», але зрештою цю команду було розформовано, тому у вересні того ж року Шеремета перейшов до лав литовського клубу «Тракай».

## Кар'єра у збірній
22 січня 2015 в матчі проти узбецької «молодіжки» (1:1) дебютував у складі молодіжної збірної України. У червні того ж року був викликаний Сергієм Ковальцем для участі в Меморіалі Лобановського. На цьому турнірі «жовто-сині» посіли друге місце, а Шеремета взяв участь в обох матчах